# Іванцов Олександр Сергійович
Олекса́ндр Сергі́йович Іванцо́в («Схід») — військовослужбовець 3-ї окремої штурмової бригади, учасник одного з гелікоптерних рейдів ГУР в оточений Маріуполь. Колишній військовослужбовець 12-ї бригади спеціального призначення «Азов». Єдиний, хто не вийшов у полон та залишився сам на «Азовсталі» після виходу українських захисників. Сам вийшов з окупованої території. Герой України (2025)

## Життєпис
Народився й виріс у Луганську. У 2014 році брав участь у проукраїнських мітингах у місті.
З 2015 року долучився до служби у полку «Азов» (зараз 12-та бригади спеціального призначення «Азов»). Так вирішив після загибелі двох друзів з полку. На початку 2015 року Олександр подав заявку, пройшов базовий двотижневий курс молодого бійця й долучився до військової служби.
Прослужив у полку до 2020 року.

### Початок повномасштабного вторгнення
На початок повномасштабної агресії Росії проти України працював охоронцем від сомалійських піратів на цивільному судні в Аденській затоці поблизу Червоного моря. Тільки 26 лютого 2022 року, коли в Олександра з'явився доступ до Інтернету, дізнався про війну. Одразу розірвав контракт та терміново повернувся в Україну.

14 березня 2022 року доєднався до служби в «Азові». А вже 25 березня 2022 року Олександр став учасником одного з семи польотів гвинтокрилом Мі-8 на прорив до оборонців «Азовсталі» в рамках спецоперації ГУР. 
«Перед операцією нам сказали: ви летите в Маріуполь, і вас доставлять найкращі пілоти країни. Я спочатку скептично поставився до цієї інформації, думав, що це просто, щоб нас заспокоїти. Але, коли ми злетіли, я зрозумів, що це справді найкращі пілоти.»
Успішно потрапивши до окупованого міста, приєднався до захисників Маріуполя, разом з якими брав участь у надважких боях.

### Маріуполь
Після потрапляння в Маріуполь «Схід» та кілька інших бійців дістали завдання пробратися до однієї будівлі в центрі міста, але вона виявилася вже зайнятою ворогом. Дорогою вояки потрапили в засідку й під кулеметний обстріл, в ході якого Олександр дістав поранення пальців руки, та втратили зв'язок з командуванням.
Пізніше в одному з будинків об'єдналися з групою українських військовиків і залишилися з ними до ночі. Вночі змогли зв'язалися з командуванням. Дістали наказ залишатися з групою та тримати оборону університету. Згодом опинилася в оточенні. «Схід» прийняв рішення виходити малими групами по 2—3 людини. З ним зголосився піти строковик. Решта групи згодом потрапила в полон.

Через три дні нічних пересувань «Схід» та строковик змогли дістатися Азовсталі.
«Мене побачив командир частини № 3057 Денис Шлега, сьогодні він Герой України, потиснув руку і подякував за те, що „вивів строковика“. Я відповів, що не виводив його, а ми вдвох вийшли як команда»
Більшу частину боїв за Маріуполь Олександр воював як піхотинець на передній лінії. В останні тижні виконував завдання по забезпеченню підрозділів.

### Шлях з окупованої території
З 16 травня по 20 травня 2022 року почалася евакуація українських військових із заблокованого заводу «Азовсталь» у Маріуполі.
18 травня 2022 вирішив не виходити у полон разом з гарнізоном, а вибиратися з окупованої території самостійно. Отримавши на це дозвіл командира, облаштував собі сховище у приміщенні туннельного типу, яке було заввишки приблизно 1,20 — 1,30 м та довжиною близько 5 м і шириною до 2 м. Олександр пробув там 7 днів продумуючи легенду та маршрут. Перед виходом у полон один з бійців ТРО Маріуполя Руслан Гришечко подарував Олександру годинник, який приніс йому користь при виході з Азовсталі (годиник має підсвітку, барометр та компас). Схід пообіцяв віддати годинник коли боєць вийде з полону. Схід повернув годинник власнику, якого обміняли 17 липня 2024 року.
Вночі 7-го дня «Схід» переодягнувся у цивільний одяг, розібрав зброю, заховав її та почав вихід. 6 годин зайняв вихід із схованки на території «Азовсталі» до вулиць міста. За 18 днів боєць дістався неокупованої території Україні, успішно пройшовши фільтрацію у таборі ворога та подолавши пішки близько 200 км у тилу ворога.
У вересні 2023 в інтерв'ю Youtube-каналу PRESSING «Схід» анонсував книгу про все, що пережив у Маріуполі.
Після реабілітації повернувся у складі 3-ї штурмової бригади, де виконує завдання в Роті Крил, в екіпажі з назвою «Нахтіґаль».
2 травня 2024 році відбулася прем'єра художньо-документального фільму «Ми були рекрутами», режисера Любомира Левицького, присвячений бійцям Третьої окремої штурмової бригади ЗСУ. «Схід» став одним із героїв стрічки.
15 липня 2024 року на сайті електронних петиції була опублікована петиція про присвоєння Олександру Іванцову звання Герой України. Петиція набрала більше 25000 потрібних підписів[первинне джерело].

## Нагороди
- Звання Герой України з врученням ордена «Золота Зірка» (13 червня 2025) — за особисту мужність і героїзм, виявлені у захисті державного суверенітету та територіальної цілісності України, самовіддане служіння Українському народові[10].

## Фільмографія
- Ми були рекрутами (2024) — у ролі себе.